# Hycleus javeti javeti
Hycleus javeti javeti es una subespecie de coleóptero de la familia Meloidae.

## Distribución geográfica
Habita en Turquestán.